# Nová Baňa
Nová Baňa (em húngaro: Újbánya; alemão: Königsberg; latim: Regiomontum) é uma cidade da Eslováquia, situada no distrito de Žarnovica, na região de Banská Bystrica. Tem 61,26 km² de área e sua população em 2018 foi estimada em 7.319 habitantes.

## Demografia
| Ano:        | 1994 | 2004    | 2014   | 2024   |
| ----------- | ---- | ------- | ------ | ------ |
| Broj ljudi: | 8606 | 7485    | 7529   | 6841   |
| Razlika:    |      | -13,02% | +0,58% | -9,13% |

| Ano:               | 2023 | 2024   |
| ------------------ | ---- | ------ |
| Número de pessoas: | 6858 | 6841   |
| Diferença:         |      | -0,24% |